# Victor Andrade
Victor Andrade Santos (Aracaju, 30 de septiembre de 1995) es un futbolista brasileño que juega como extremo en el A. A. Ponte Preta.

## Clubes
| Club                          | País          | Año       |
| ----------------------------- | ------------- | --------- |
| Santos F. C.                  | Brasil        | 2012-2014 |
| S. L. Benfica "B"             | Portugal      | 2014-2015 |
| S. L. Benfica                 | Portugal      | 2015-2017 |
| Vitória de Guimarães (cedido) | Portugal      | 2016      |
| TSV 1860 Múnich (cedido)      | Alemania      | 2016-2017 |
| G. D. Estoril                 | Portugal      | 2017-2020 |
| Chapecoense (cedido)          | Brasil        | 2018-2019 |
| Goiás E. C.                   | Brasil        | 2020      |
| Suwon F. C.                   | Corea del Sur | 2021      |
| Clube do Remo                 | Brasil        | 2021      |
| Vila Nova F. C.               | Brasil        | 2022-2023 |
| E. C. Juventude               | Brasil        | 2023      |
| Portuguesa                    | Brasil        | 2024      |
| Ferroviária                   | Brasil        | 2024      |
| A. A. Ponte Preta             | Brasil        | 2025-     |